# Rathaus Bad Münder

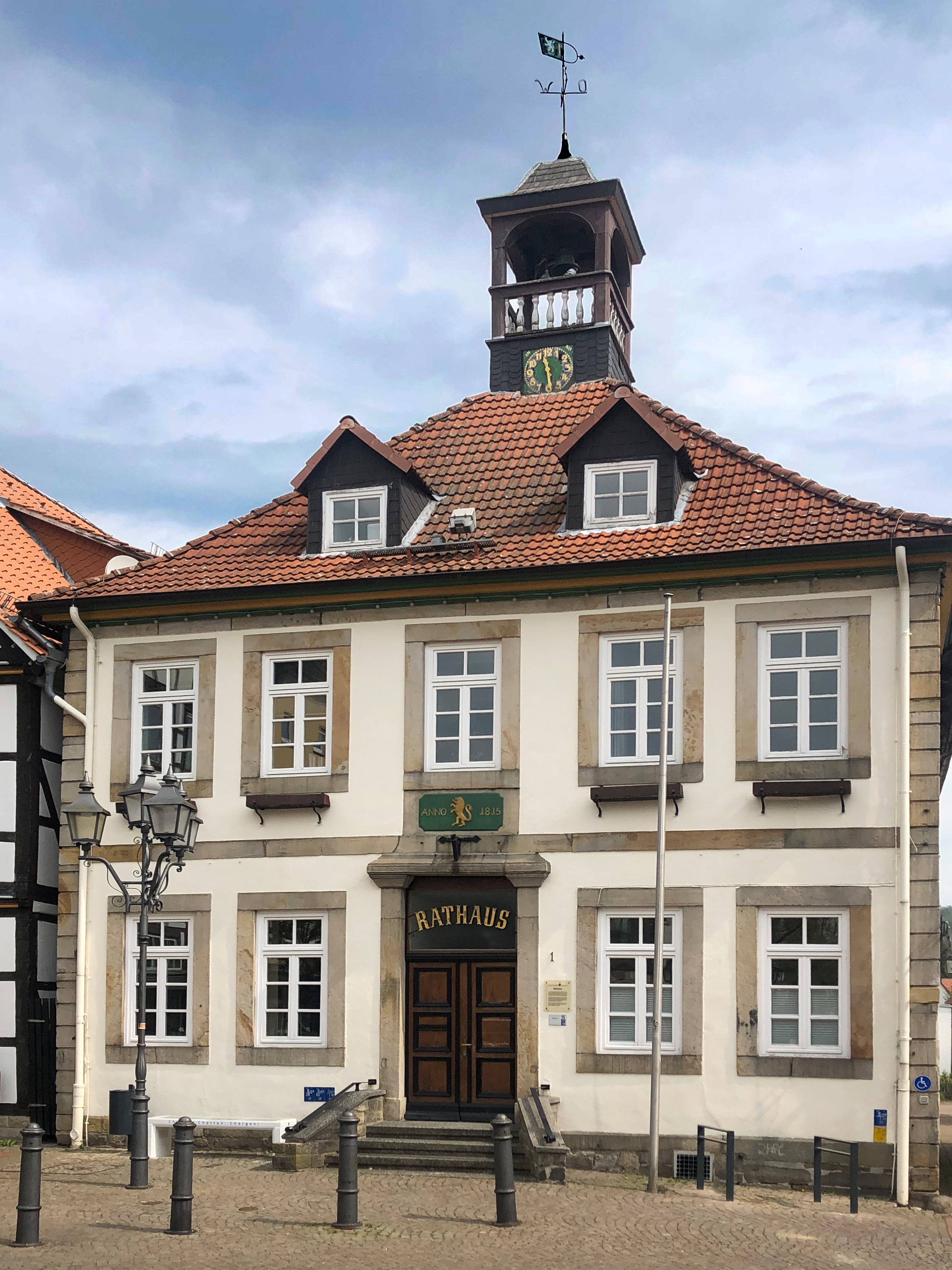
Historisches Rathaus von Bad Münder

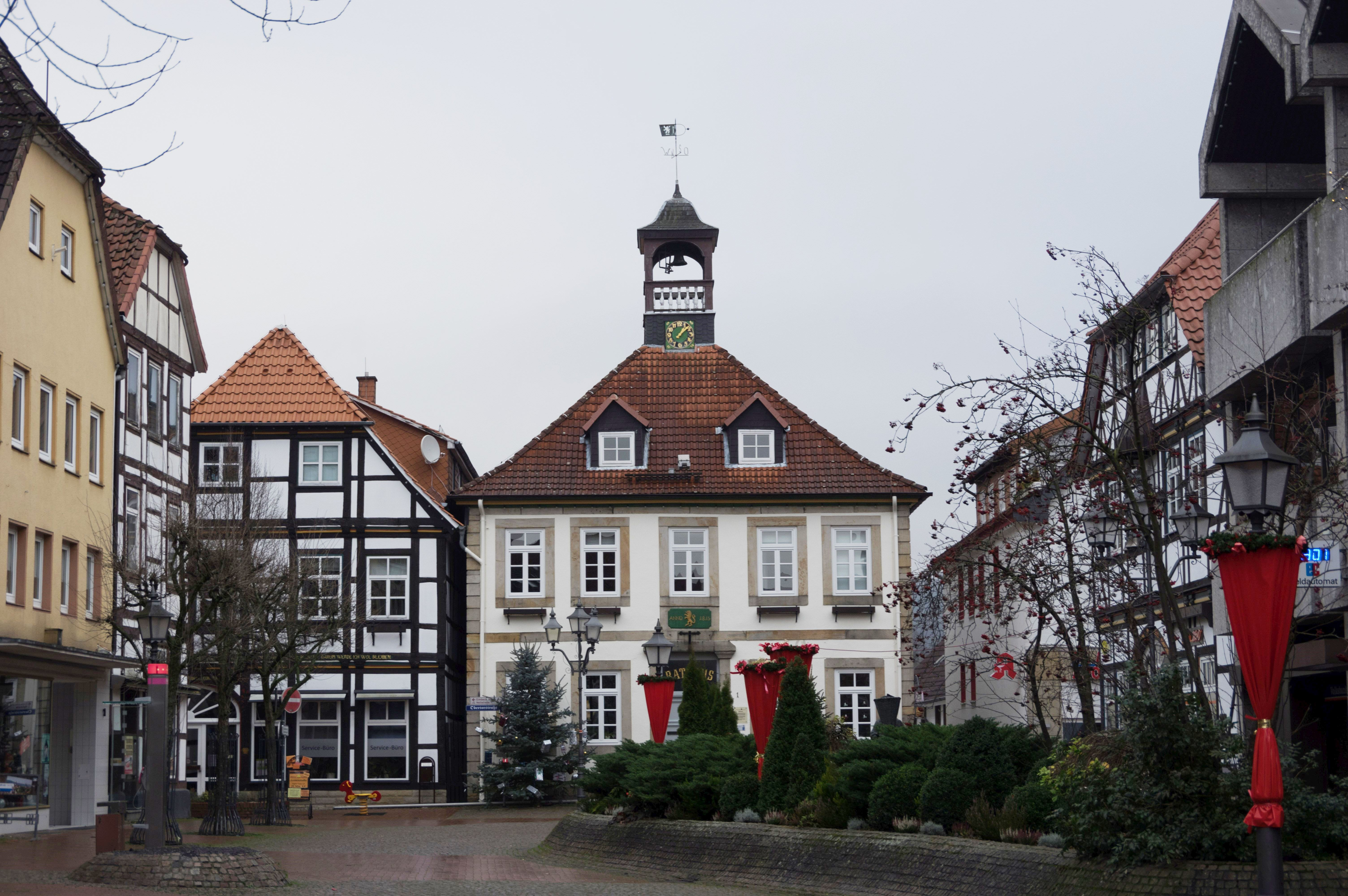
Blick auf das Rathaus von der Marktstraße aus

Das Rathaus Bad Münder steht im Zentrum von Bad Münder am nördlichen Ende der Marktstraße. Das Gebäude ist Sitz der Stadtverwaltung (Stand 2025) und steht als Einzeldenkmal unter Denkmalschutz.

## Geschichte
Über dem Eingang ist die Jahreszahl 1815 eingraviert. Vermutlich wurde das Bauwerk erst 1817 fertiggestellt, da es sich nachweislich 1816 noch in der Planungsphase befand. Anlass für den Neubau war der desolate Zustand des Vorgängerbaus, der einzustürzen drohte. Der Neubau sollte einen Dachreiter erhalten, in dem eine Glocke und die Rathausuhr von 1639 Platz fänden.
Das Rathaus war im 19. Jahrhundert nicht nur Verwaltungszentrum der Stadt, sondern auch Sitz der niederen Gerichtsbarkeit. Dazu gab es vor dem Rathaus einen Pranger an der Stelle, an der heute der Söltjerbrunnen steht.

## Architektur
Der langgestreckte zweigeschossige Bau zeigt mit der Schmalseite zum Marktplatz. Es ist ein verputzter Fachwerkbau unter einem Walmdach. Die Fassade ist streng symmetrisch aufgebaut und weist fünf Fensterachsen auf. Kantenlisenen und Faschen aus Naturstein schmücken das sonst schlichte Bauwerk. Über dem Eingangsportal, ebenfalls aus Naturstein, gibt eine Inschrift die Jahreszahl 1815 an. Außerdem ist dort der Löwe aus dem Stadtwappen dargestellt.
Das Dach wird von einem Dachreiter gekrönt, der die historische Rathausuhr von 1639 aufnimmt und eine Glocke trägt. Eine Windrose mit Wetterfahne schließt den Bau nach oben ab.

## Weitere Nutzung
Der Stadtrat plant den Bau eines neuen Verwaltungsgebäudes in der Kellerstraße. Die zukünftige Nutzung des historischen Rathauses ist noch ungeklärt, zumal es auch Widerstand gegen einen Neubau gibt (Stand 2025).